# Dipartimento di Tunuyán
Tunuyán è un dipartimento argentino, situato nella parte centro-occidentale della provincia di Mendoza, con capoluogo Tunuyán.

## Geografia fisica
Istituito il 30 novembre 1880, esso confina a nord con il dipartimento di Tupungato, ad est e a sud con quello di San Carlos, e ad ovest con la repubblica del Cile. Si trova a circa 80 km a sud della capitale provinciale Mendoza, con un'altitudine che varia dai 900 ai 1500 metri sul livello del mare.

## Società

### Evoluzione demografica
Secondo il censimento del 2001, su un territorio di 3.317 km², la popolazione ammontava a 42.125 abitanti, con un aumento demografico del 17,93% rispetto al censimento del 1991.
Abitanti censiti

## Amministrazione
Il dipartimento, come tutti i dipartimenti della provincia, è composto da un unico comune, suddiviso in 12 distretti (distritos in spagnolo), che corrispondono agli agglomerati urbani disseminati sul territorio:
- Campo de los Andes
- Colonia Las Rosas
- El Algarrobo
- El Totoral
- La Primavera
- Las Pintadas
- Los Árboles
- Los Chacayes
- Los Sauces
- Tunuyán, capoluogo
- Villa Seca
- Vista Flores